# Amen (Vincent Bueno-dal)
Az Amen (magyarul: Ámen) Vincent Bueno osztrák énekes dala, mellyel Ausztriát képviselte a 2021-es Eurovíziós Dalfesztiválon Rotterdamban. A dalt belső kiválasztás során nyerte el a dalversenyen való indulás jogát.

## Eurovíziós Dalfesztivál
2019. december 12-én vált hivatalossá, hogy az osztrák műsorsugárzó Vincent Buenot választotta ki az ország képviseletére a 2020-as Eurovíziós Dalfesztiválon. 2020. Március 18-án az Európai Műsorsugárzók Uniója bejelentette, hogy 2020-ban nem tudják megrendezni a versenyt a COVID–19-koronavírus-világjárvány miatt. Az osztrák műsorsugárzó jóvoltából az énekes lehetőséget kapott az ország képviseletére a következő évben egy új versenydallal. 2021. február 26-án vált hivatalossá a dal címe, míg a versenydalt csak március 10-én mutatták be a dalfesztivál hivatalos YouTube-csatornáján.
Érdekesség, hogy a szlovén előadó, Ana Soklič versenydala is ugyanezzel a címmel rendelkezik. Végül egyik dal se jutott tovább a döntőbe.
Az Eurovíziós Dalfesztiválon a dalt először a május 20-án rendezett második elődöntőben adják elő, a fellépési sorrendben ötödikként, az görög Stefania Last Dance című dala után és a lengyel RAFAŁ The Ride című dala előtt. Az elődöntőben a nézői szavazatok és a nemzetközi zsűrik pontjai alapján nem került be a dal a május 22-én megrendezésre került döntőbe. Összesítésben 66 ponttal a 12. helyen végzett.